# Paul Wesselingh
Paul Wesselingh is een Engelse golfprofessional. Hij is head-pro op de Kedleston Park Golf Club en speelt sinds 2012 op de Europese Senior Tour.

## Clubpro
Naast het lesgeven speelde Wesselingh veel regionale toernooien. Hij was ook captain van de Midland PGA (2009) en de Derbyshire PGA (2007, 2008). 
PGA Cup
Wesselingh maakte zes keer deel uit van het Brits-Ierse team dat de PGA Cup tegen de Amerikaanse pro's speelde. Daarbij won hij individueel 12 partijen, hij verloor er 11 en hij speelde 6 keer gelijk. In 2005 werden de Amerikanen na 21 jaar verslagen op The K Club. Hij had dat jaar 4 van de mogelijke 4 punten behaald met zijn partner Simon Edwards.
Wesselingh heeft zes keer een hole-in-one geslagen.

### Gewonnen
Engeland
- 1999: Midland Order of Merit
- 2002: European Club Professionals Championship in Sardinië
- 2005:  PGA National Pro-Am Championship
- 2006: Glenmuir Club Professionals Championship
- 2008:  Midland Invitational
- 2011: Plumb Center & Parts Center Pro Am op de Moor Hall Golf Club
- 2012: The Senior PGA Professional Championship (-4)

Senior Tour
- 2012: ISPS PGA Seniors Championship (-6)
- 2013: ISPS HANDA PGA Seniors Championship, Bad Ragaz PGA Seniors Open, Fubon Senior Open, MCB Tour Championship
- 2014: WINSTONgolf Senior Open

### Teams
- PGA Cup: 1998, 2000, 2003, 2005 (winnaars), 2007, 2009
- European Team Championships: 4x captain
- Lombard Trophy: 2005 (gewonnen met Chris Nye)

## Tourspeler
Om zich op een Senior-carrière voor te bereiden speelde hij in 2011 een paar toernooien waarvan hij er drie won. Als senior speler maakte hij in Engeland een mooie start door het Senior PGA Kampioenschap op de Northamptonshire County Golf Club te winnen. 

Hij eindigde begin 2012 op de 2de plaats van de Tourschool en is in 2012 rookie op de Europese Senior Tour.Bij het Mallorca Senior Open werd hij 2de. Ook kwalificeerde hij zich voor het US Senior PGA Kampioenschap en werd daar 21ste. In juni won hij het PGA Seniors Championship op de baanvan De Vere Slaley Hall.

## Onderscheiden
In 2004 werd Wesselingh verkozen tot PGA Professional van het Jaar.

In 2009 kreeg Wesselingh de Pan-European Gold Award voor zijn algehele prestaties.